# Small World (Album)
Small World ist das fünfte Studioalbum der US-amerikanischen Rockband Huey Lewis & the News. Es war die letzte Platte, die die Band für Chrysalis Records aufnahm, und sie brachte eine Abkehr vom Sound der vielfach ausgezeichneten Alben Sports und Fore! mit sich.

## Hintergrund

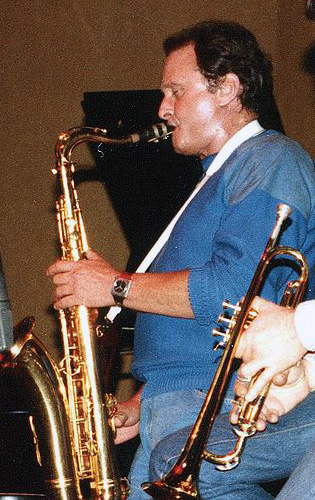
Stan Getz spielte das Saxophon-Solo des Liedes Small World

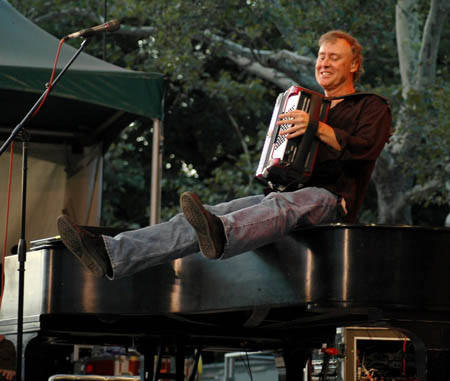
Bruce Hornsby trug mit dem Akkordeon zu Old Antone’s bei

Small World wurde im Tonstudio Studio D Recording in Sausalito aufgenommen und in den Fantasy Studios in Berkeley abgemischt. Es stellte eine klangliche Abkehr von den vier vorherigen Werken dar, denn statt „mit einer Kreuzung aus Sports und Fore! auf Nummer sicher zu gehen,“ wob die Band jamaikanische, lateinamerikanische und afrikanische Elemente mit ein. Damit ging sie auch das Risiko ein, alte Fans zu verprellen.
Frontmann und Sänger Huey Lewis erläuterte zur Entstehung des Albums: „Ich habe mit meiner Band bisher vier Alben eingespielt, und alle waren stilistisch im gleichen Eck angesiedelt. Ich hatte das Gefühl, dass es Zeit für eine drastische Änderung war: eigenwilliger, anspruchsvoller und auch musikalisch überraschender sollte es werden. Es war wichtig für uns, etwas anderes zu machen – etwas, worauf wir auch als Musiker stolz sein können.“
Für das Titelstück des Albums, Small World, konnte die Band den legendären Saxophonisten Stan Getz gewinnen, der das Lied mit „einem perfekt gefassten Solo“ veredelte. Das eigentlich 7:55 Minuten lange Stück wurde in zwei beinahe gleich lange Teile aufgeteilt, die Seite 1 der Schallplattenausgabe eröffneten (Small World (Part One)) und beendeten (Small World (Part Two)). Für Old Antone’s verstärkte sich die Gruppe mit Bruce Hornsby, der Akkordeon spielte und Backing Vocals beisteuerte. Zu den weiteren Musikern, die als Instrumentalisten an der Aufnahme des Albums mitwirkten, gehörten neben der Bläsergruppe von Tower of Power (Greg Adams (Arrangeur), Emilio Castillo (Tenor-Saxophon), Stephen Doc Kupka (Bariton-Saxophon), Lee Thornburg (Trompete) und Steve Grove (Tenor-Saxophon)) auch der Perkussionist Peter Michael.
Außerdem trugen folgende Musiker als Hintergrundsänger zu einzelnen Liedern bei:
- Ralph Arista
- Dwight Clark
- Michael Duke
- Riki Ellison
- Jerome Fletcher
- David Fredericks
- Joel Jaffe
- Ronnie Lott
- Joe Montana
- Jim Moran
- David Tolmie
- James Watts Vereecke

## Rezeption
Das Album war im europäischen Raum erfolgreich: Platz 8 in Deutschland und Platz 12 in Großbritannien entsprachen einer Verschlechterung um nur drei bzw. vier Plätze im Verhältnis zum Erfolg des Vorgängeralbums (Fore!), während Small World in den USA im Vergleich dazu geradezu abstürzte und nur noch Platz 11 erreichen konnte. Fore! hatte zuvor noch Platz 1 belegt. Die erste aus dem Album ausgekoppelte Single, Perfect World, chartete noch in den USA und Großbritannien, die anschließend ausgekoppelten Lieder World to Me und Walking With the Kid konnten auch in den USA keine Platzierung in den Billboard Hot 100 mehr verzeichnen.
Musikexpress lobte das Album und beschrieb es als echtes Band-Album, das „nicht jede Minute auf den rauhkeligen Frontmann zugeschnitten“ sei. Die Gruppe agiere „überall spieltechnisch sicher und mit lockerer Präzision.“ Small World schreie danach, „aus dem Studio auf die große weite Welt der Bühne getragen“ zu werden. Statt in der „sauerstoffarmen Höhenluft von Kommerz und Erfolg“ zu verharren, begebe sich Lewis mit seiner Band „in die Niederungen der Provinz, der »kleinen Welt«.“ Der Rezensent hebt die einzelnen Stilelemente hervor, die das Album prägen, und erläutert, dass die einzige Fremdkomposition, Perfect World, große Ska-Anteile habe, während Old Antone’s „mit einer Stilmelange aus TexMex, Zydeco und Fiesta-Atmosphäre“ aufwarte. Slammin’ wiederum sei eine Hommage an den Sixties Soul. Zudem wird die Hornsektion von Tower of Power gelobt: „Perfekte Stimmstaffelung, hervorragend herausgearbeitete Soli, wunderbar sichere Interaktion zwischen dem Formationsflug der Bläser und dem Bodenpersonal an Schlagzeug, Bass und Gitarre.“ Das Album sei ein „kleines, schlampiges Meisterwerk mit großen Party-Qualitäten, schnell, tanzbar, gut gelaunt.“ Dass dabei auch die „anfangs schwachbrüstig erscheinenden Songs an Dimension gewinnen,“ beweise die „heimliche Qualität der LP.“ Musikexpress kürte es zur Platte des Monats.
In den USA stieß das Album auch auf Kritik: Stephen Thomas Erlewine von allmusic meint im Rückblick, die „simplen lyrischen Plattitüden des Albums“ wären akzeptabel, wenn die Band „eingängige Pop-Songs“ geschrieben hätte. Stattdessen habe die Gruppe sich „an den Wurzeln amerikanischer Musik wie Zydeco und Blues versucht“, doch nur der Top-Ten-Hit Perfect World sei ein Song, der „mit dem besten Material der Gruppe mithalten“ könne. Denn, wie Give Me the Keys (And I’ll Drive You Crazy) beweise, scheiterten The News daran, eine „Hookline zu liefern, die den früheren Hits Konkurrenz“ machen könne.
Die Los Angeles Times kritisierte, eine weltweite Tournee habe Huey Lewis & the News angeblich zu den Jazz- und Reggae-Einflüssen inspiriert, die auf ihrem fünften Album zu hören seien. Doch was den textlichen Inhalt angehe, klinge Small World, als sei die Band „nicht weiter gekommen als nach Disneyland.“ Der Rezensent geht auf die Inhalte einzelner Lieder des Albums ein, um nach einigen kritischen Anmerkungen festzustellen, dass man jedoch über das Ziel hinaus schieße, wenn man sich „nur über die flaumige Substanz“ dessen auslasse, was Lewis singe. Er stehe „einer des besten Bands“ vor, die es gebe, und Small World sei „ein Hammer von einem Party-Album“. Lewis’ „kluger Schachzug“ sei es, der Band, die bei der Hälfte der Stücke durch die „messerscharfe Bläsergruppe von Tower of Power“ unterstützt werde, viele Gelegenheiten zu bieten, im Rampenlicht zu stehen. Lewis kleine Welt sei „ein fröhlicher Themenpark, frei von Dämonen, und deswegen auch frei von Substanz“. Doch auch „realitätsferner Spaß“ sei „dennoch Spaß“, und auf Small World würden Huey Lewis diesen „ebenso gut liefern, wie sie es immer getan“ hätten.
Patrick Goldstein, der ebenfalls für die Los Angeles Times schrieb, veröffentlichte am 8. Januar 1989 eine Top-Ten-Liste der schlechtesten Popalben des Jahres 1988. Small World belegte darauf Platz 8.

## Titelliste
| Nr.          | Titel                                       | Autor(en)                         | Gastmusiker                     | Länge |
| ------------ | ------------------------------------------- | --------------------------------- | ------------------------------- | ----- |
| 1.           | Small World (Part One)                      | Chris Hayes, Huey Lewis           | Stan Getz (Tenor-Saxophon)-Solo | 3:50  |
| 2.           | Old Antone’s                                | Johnny Colla, Huey Lewis          | Bruce Hornsby (Akkordeon)       | 4:45  |
| 3.           | Perfect World                               | Alex Call                         |                                 | 4:04  |
| 4.           | Bobo Tempo                                  | Sean Hopper, Lewis, Ciambotti     |                                 | 4:35  |
| 5.           | Small World (Part Two)                      | Hayes, Lewis, G. Palmer           |                                 | 4:05  |
| 6.           | Walking With the Kid                        | Hayes, Palmer, Lewis              |                                 | 3:57  |
| 7.           | World to Me                                 | Hayes, Lewis                      |                                 | 5:16  |
| 8.           | Better Be True                              | Colla, Lewis                      |                                 | 5:17  |
| 9.           | Give Me the Keys (And I’ll Drive You Crazy) | Bill Gibson, Huey Lewis, S. Lewis |                                 | 4:35  |
| 10.          | Slammin’                                    | Hayes, Palmer, Adams              |                                 | 4:31  |
| Gesamtlänge: | Gesamtlänge:                                | Gesamtlänge:                      | Gesamtlänge:                    | 45:38 |